# Paolo Roversi (fotografo)
Paolo Roversi (Ravenna, 25 settembre 1947) è un fotografo italiano.
Uno dei fotografi più affermati, «rinomato a livello internazionale come interprete della moda capace di creare atmosfere dalla forte carica emotiva».

## Biografia

### La scoperta della fotografia
L'interesse di Roversi per la fotografia nasce nel 1964, a 17 anni, durante una vacanza di famiglia in Spagna, con la macchina fotografica prestatagli dallo zio (una Minolta). La nascente passione lo spinge ad allestire una camera oscura nella cantina della sua casa, dove sviluppa e stampa i primi scatti in bianco e nero. Inizia il suo apprendistato con un fotografo locale, Nevio Natali e nel 1970 inizia a lavorare come fotoreporter per la Associated Press e viene inviato a seguire i funerali di Ezra Pound a Venezia. Nello stesso anno apre con un amico, Giancarlo Gramantieri, il suo primo studio di ritrattista a Ravenna, dove fotografa le celebrità locali e le loro famiglie.

### Il trasferimento a Parigi
Nel 1971 incontra casualmente Peter Knapp, direttore creativo della rivista Elle, che gli consiglia di trasferirsi a Parigi per poter esprimere al meglio il suo estro. Seguendo il consiglio, Roversi giunge nella capitale francese nel novembre del 1973 ed inizia immediatamente a fotografare, usando come studio la piccola stanza dell'albergo dove alloggia.
Nei primi anni di soggiorno a Parigi, Roversi lavora ancora come fotoreporter per la Huppert Agency. Nello stesso periodo inizia a conoscere il mondo della moda (grazie a Knapp e Popy Moreni) ed a scoprire le opere di Richard Avedon, Irving Penn, Helmut Newton, Guy Bourdin e diversi altri grandi maestri del ritratto e della fotografia di moda. Roversi fa visita sia a Helmut Newton sia a Guy Bourdin per trovare un fotografo che lo prenda come assistente. Di Guy Bourdin ricorda che gli disse di "non andare a New York, è il cimitero dei fotografi". 
Nel 1974 riuscì finalmente a diventare assistente del fotografo inglese Laurence Sackman. Sackman è un fotografo con cui è molto difficile lavorare, infatti Roversi vi rimane solo nove mesi; tuttavia sono proprio quei mesi passati nel suo studio, per tecnica e creatività, ad essere fondamentali per il tipo di professione che si accinge ad intraprendere.
Lasciato lo studio di Sackman, Roversi si mette in proprio lavorando inizialmente per Elle e Depeche Mode. «La sua prima pubblicazione importante è su Marie Claire, ma la consacrazione definitiva arriva nel 1980, quando firma la campagna pubblicitaria di Christian Dior».
Nel 1980, allo studio Pin-Up, scopre la pellicola Polaroid 20x25 da usare su banco ottico di grande formato: Roversi è «il primo fotografo ad usare [...] [questo formato], aprendo la strada a nuove sperimentazioni». Si innamora del nuovo mezzo, che «svela al fotografo nuovi orizzonti di ricerca estetica [e] dà nuova vita alla sua relazione con il soggetto fotografato» tanto da definirne ben presto il suo inconfondibile e personale stile. La resa della Polaroid, infatti, rende i colori delle foto irreali, creando un mondo stilisticamente sospeso tra reale ed irreale. Dopo alcuni anni in cui allestisce lo studio in una camera delle sue varie abitazioni sulla rive gauche, nel 1981 trasferisce il suo studio in rue Paul Fort, 9 dove tutt'oggi lavora.
Gli anni '80 si rivelano propizi per Roversi: in quel periodo l'industria della moda è in cerca di fotografi in grado di esprimere un lavoro personale e creativo per i loro cataloghi e campagne. In particolare Paolo collabora con Comme des Garçons, Yohji Yamamoto, Romeo Gigli ed è grazie a queste collaborazioni che raggiunge la notorietà fotografando le più belle donne e modelle del panorama internazionale della moda sia nei ritratti e nei nudi, da ricordare fra le altre:Kate Moss, Inès de la Fressange, Saskia de Brauw, Natal'ja Vodjanova, Lucie de la Falaise, Isabella Rossellini, Kirsten Owen, Stella Tennant, Tilda Swinton, Milla Jovovich.
Secondo la rivista Vogue Paolo Roversi è oggi considerato uno dei fotografi di moda di maggior talento e dallo stile più personale e facilmente riconoscibile. Ha lavorato e continua a lavorare le più importanti riviste di moda del panorama internazionale: Elle, Marie Claire, Harper's Bazaar e Vogue oltre che direttamente per diversi importanti clienti nel mondo della moda, tra cui: Giorgio Armani, Valentino, Krizia, Cerruti, Romeo Gigli, Dior, Yves Saint Laurent, Alberta Ferretti, Hermes, Pomellato, Givenchy, Guerlain, Comme des Garçons e Yohji Yamamoto.

### Altri temi della produzione fotografica
Roversi ha firmato anche fotografie al di fuori del mondo della moda. Lo ha fatto per Bisazza, azienda conosciuta a livello internazionale per la produzione di mosaico vetroso. Tra il 2013 e il 2014 produsse cinque scatti, facenti parte della campagna pubblicitaria dell'azienda, caratterizzati dalla fusione fra la modella e il decoro in mosaico posto sul fondo.

## Tecnica
Paolo Roversi lavora essenzialmente in grande formato, con la Polaroid 20x25 o con il banco ottico e per questo tutta la sua produzione è quasi esclusivamente in studio. 
Roversi pone molta attenzione all'uso dell'illuminazione cercando di ricreare molto spesso atmosfere malinconiche, il chiaroscuro nella sua tecnica è determinante. Predilige colori con toni smorzati, spesso tono-su-tono e, talvolta, con cromie da cross processing. 
A proposito del suo approccio al colore, Paolo Roversi ha dichiarato al critico e storico Gabriel Bauret:
Molto spesso negli scatti di Roversi si denota una certa tendenza alla fusione fra lo sfondo e le ombre con la pelle e i vestiti indossati dalle modelle. Il modo di utilizzare l'illuminazione da parte di Roversi è stato definito da Bauret "una luce "italiana", quasi pittorica".
Le modelle risultano quasi impalpabili, con una sensualità trattenuta anche nei nudi. Il curatore e scrittore d'arte Martin Harrison definisce la fotografia di Roversi come "l'espressione più estrema della grazia e della bellezza fragile". Paolo Roversi sostiene che il motore principale del suo lavoro sono "la nostalgia dell'infanzia" e "l'inconosciuto". I suoi scatti sfruttano l'effetto delle lunghe esposizioni, da pochi secondi fino a 30, e si affidano al flash per congelare l'espressione della modella. Questa tecnica, secondo l'autore, dà maggior tempo all'anima di affiorare e manifestarsi.
Nella fotografia di Roversi la modella solitamente è sola, una figura centrale e protagonista su un fondo neutro, sovente di un bianco cremoso, con praticamente nessun altro elemento al di fuori di sé stessa e dei vestiti che indossa. I nudi spesso vedono la figura statica, in piedi e frontale, in posa del tutto naturale con lo sguardo rivolto direttamente all'obiettivo, in un ambiente spoglio, buio ed essenziale.

## Mostre (selezione)
Roversi a partire dal 1984 ha esposto i suoi lavori con diverse mostre personali e collettive in gallerie d' Europa, USA e Giappone.
- Marzo Luglio 2024, Parigi, retrospettiva al Palais Galliera.
- Ottobre 2020 - Giugno 2021, Ravenna, personale, presso MAR-Museo d'Arte della città di Ravenna
- Novembre 2017 - Febbraio 2018, Milano, personale, Galleria Carla Sozzani, presso 10 Corso Como
- 2009, Berlino, personale, Galeria Camera Worke
- 2008, Arles, personale, Rencontres Internationales de la Photographie
- 2006, Yokohama, personale, Yokohama Red Brick Warehouse Number 1
- 2005, Lilla, personale, Transphotographique
- 2002, New York, personale, PaceMacGill
- 2000, Milano, personale, Galleria Carla Sozzani

## Libri fotografici
Il fotografo ha pubblicato una decina di libri monografici, presso diverse case editrici tra cui Camera Obscura e Contrasto. 
Ha inoltre pubblicato due libri dedicati al ritratto: Angeli e Al Moukalla per Camera Obscura (Parigi) rispettivamente nel 1994 e 1995.
I suoi lavori sono stati pubblicati in numerosi altri libri, cataloghi e riviste, insieme ad altri fotografi. Tra i suoi ultimi lavori del 2013 ricordiamo la copertina di Dazed del mese di luglio, un editoriale per Yohji Yamamoto con la modella Saskia de Brauw, un servizio per British Vogue con la modella Stella Tennant, diverse campagne pubblicitarie (Aspesi, Bisazza, AGL) e vari servizi per Vogue China, Vogue Russia e Vogue Italia..
- Studio, Gottinga, Steidl, 2006, ISBN 978-3-86521-767-7.
- Libretto, Parigi, 2000, ISBN 978-3-88243-719-5.
- Nudi, Parigi, Stromboli, 1999, ISBN 978-3-88243-662-4.
- Al-Mukalla, Parigi 1995
- P.R., Tolosa 1994
- Angeli, Parigi 1993
- Appearences, Londra 1991
- Una Donna, Milano 1989
- Shots of Style, Londra 1985

## Premi e riconoscimenti
- 2001, China Fashion Awards
- 1996, Trophée de la Mode
- 1993, Premio del Quatrième Festival International de la Photo de Mode
- 1991, Premio Jasmin

## Curiosità
Come a tutti i fotografi, tuttavia, anche a Roversi è stato di quando in quando rifiutato un lavoro che non ha incontrato le esigenze del committente. Nel libro Unseen Vogue (una raccolta di scatti di fotografi famosi che vennero rifiutate dalla rivista) la caporedattrice di Vogue Alexandra Shulman ricorda il servizio "Wild and Wonderful" di Roversi come "il ritratto decisamente eccentrico di una donna scarna, coperta da strati teatrali di merletto" e sottolinea di non essersi pentita di averlo rifiutato.